# Вілер (Техас)
Вілер (англ. Wheeler) — місто (англ. city) в США, в окрузі Вілер штату Техас. Населення — 1487 осіб (2020).

## Географія
Вілер розташований за координатами 35°26′28″ пн. ш. 100°16′31″ зх. д. / 35.44111° пн. ш. 100.27528° зх. д. (35.441115, -100.275228).  За даними Бюро перепису населення США в 2010 році місто мало площу 3,96 км², уся площа — суходіл.

## Демографія
Згідно з переписом 2010 року, у місті мешкали 1592 особи в 564 домогосподарствах у складі 415 родин. Густота населення становила 402 особи/км².  Було 667 помешкань (168/км²).
Расовий склад населення:
| - 74,2 % — білих - 0,6 % — чорних або афроамериканців - 0,4 % — корінних американців - 0,4 % — азіатів - 22,2 % — осіб інших рас |

До двох чи більше рас належало 2,1 %. Частка іспаномовних становила 41,8 % від усіх жителів.
За віковим діапазоном населення розподілялося таким чином: 29,3 % — особи молодші 18 років, 55,8 % — особи у віці 18—64 років, 14,9 % — особи у віці 65 років та старші. Медіана віку мешканця становила 33,5 року. На 100 осіб жіночої статі у місті припадало 98,8 чоловіків;  на 100 жінок у віці від 18 років та старших — 93,3 чоловіків також старших 18 років.
Середній дохід на одне домашнє господарство  становив 71 776 доларів США (медіана — 55 375), а середній дохід на одну сім'ю — 68 442 долари (медіана — 53 750). Медіана доходів становила 51 211 долар для чоловіків та 23 438 доларів для жінок. За межею бідності перебувало 14,8 % осіб, у тому числі 20,5 % дітей у віці до 18 років та 0,0 % осіб у віці 65 років та старших.
Цивільне працевлаштоване населення становило 692 особи. Основні галузі зайнятості: сільське господарство, лісництво, риболовля — 26,3 %, будівництво — 16,2 %, освіта, охорона здоров'я та соціальна допомога — 15,9 %.